# Jitō
Pour la fonction administrative, voir Jitō (intendant).
L'impératrice Jitō (持統天皇, Jitō Tennō, 645 - 13 janvier 703) était le quarante-et-unième empereur du Japon, selon l'ordre traditionnel de la succession, et la troisième femme à occuper cette position. Elle a régné de 686 à 697.

## Biographie

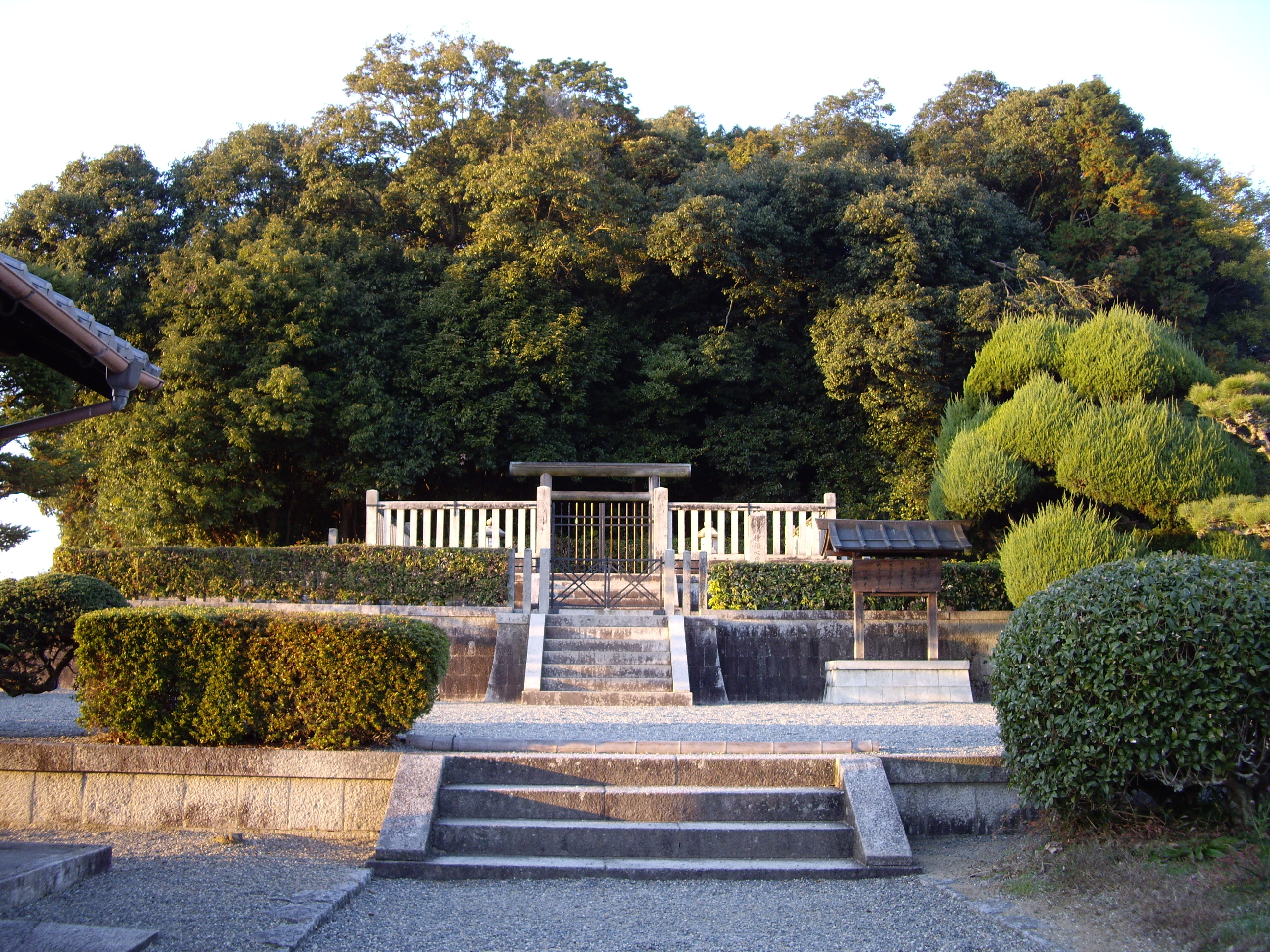
Tombe de l'empereur Tenmu et de l'impératrice Jitō à Nara.

Fille de l'empereur Tenji, elle monte sur le trône en 687 à la suite de la mort de son mari, l'empereur Tenmu, qui est aussi son oncle, dans le but d'assurer la future succession de son petit-fils, le futur empereur Monmu. En 689, elle interdit le jeu sugoroku.
Elle ne sera cependant intronisée officiellement avec rituel spécial et sa grâce qu'en 690 et son statut d'impératrice ne sera reconnu qu'en 691.
Durant son règne, elle promulgue le code des lois appelé code Asuka Kiyomihara.
En 697, elle abdique en faveur de Monmu, mais conserve le pouvoir en tant qu'impératrice retirée (dajō tennō). Vers la fin de l'ère Heian, ce système de gouvernement retiré deviendra systématique, les empereurs cherchant par ce moyen à échapper à l'influence du clan Fujiwara.
Sur sa demande, à sa mort, elle est le premier dirigeant du Japon à se faire incinérer à la manière bouddhique.

## Littérature
Jitō était aussi une poétesse de waka reconnue, et l'un de ses poèmes de 31 syllabes sera choisi par Fujiwara no Teika pour figurer en deuxième place dans la très populaire anthologie Hyakunin isshu, qui réunit cent poètes classés par ordre chronologique (le premier de ces poèmes étant celui de l'empereur Tenji).